# Ism (Album)
Ism ist ein Jazzalbum von Junius Paul. Die 2016 bis 2019 in verschiedenen Veranstaltungsorten, Studios und Besetzungen entstandenen Aufnahmen erschienen am 22. November 2019 auf International Anthem.

## Hintergrund
Als Bandleader veröffentlichte der Bassist Junius Paul mit Ism 2019 sein Debütalbum, entstanden mit Musikern der Szene in Chicago, der er seit beinahe 20 Jahren angehört. Das Album beginnt mitten im Spiel der Band, mit Vincent Davis, Justin Dillard und Corey Wilkes („You Are Free to Choose“).
Zur Hälfte biete Ism flinke und präzise Quartettmusik – heiße, organische Gruppenimprovisationen wie „You Are Free to Choose“ und „Collant Denier“, notierte Piotr Orlov im Down Beat. Das 20-minütige „Spocky Chainsey Has Re-Emerged“ fungiere als buchstäbliches Herzstück von Ism und sei eine mit Elektronik gefüllte Landschaft mit einem herrlich offenem Raum, wobei das Quartett einen Vibe irgendwo zwischen elektrischem Miles Davis und synthischem Sun Ra aus der Mitte der 1980er-Jahre skizziere. Ein weiteres Drittel des Albums bestehe aus von McCraven produzierten, Sampler-unterstützten Cut-ups – Stücke wie „Baker’s Dozen“ und das elfminütige „Paris“, im Wesentlichen ein Duett von Paul und McCraven mit Schnörkeln von Marquis Hills Trompete.
Das Album wurde aufgenommen mit einer Besetzung von insgesamt 15 Spielern in acht Sessions zwischen 2016 und 2019. Die Titel 1, 8, 9, 10 & 16 wurden am 9. Januar 2019 in den Decade Studios, Old Town, Chicago, mit Junius Paul, Vincent Davis, Justin Dillard & Corey Wilkes aufgenommen. Die Titel 2, 3 & 4 wurden am 30. Juni 2016 in der Comfort Station, Logan Square, Chicago, mit Junius Paul, Isaiah Spencer, Jim Baker & Rajiv Halim aufgenommen. Tracks 5, 6 & 7 wurden am 23. August 2016 im Polish Triangle, Wicker Park, Chicago, mit Junius Paul, Vincent Davis, Justin Dillard & Corey Wilkes aufgenommen. Track 11 entstand am 20. Dezember 2016 im The Hideout, Goose Island, Chicago, mit Junius Paul, Makaya McCraven und Marquis Hill. Track 12 wurde am 2. April 2018 in Co-Prosperity Sphere, Bridgeport, Chicago, mit Junius Paul, Vincent Davis, Justin Dillard & Corey Wilkes aufgenommen. Track 13 wurde am 26. Juli 2016 im The Polish Triangle, Wicker Park, Chicago, mit Junius Paul, Shanta Nurullah, Isaiah Spencer, Scott Hesse, Irvin Pierce und Makaya McCraven aufgenommen. Tracks 14 und 15 wurden am 2. Juni 2016 in der Comfort Station, Logan Square, Chicago, mit Junius Paul, Tomeka Reid & Isaiah Spencer aufgenommen. Track 17 wurde am 13. & 20. Dezember 2016 im The Hideout, Goose Island, Chicago, mit Junius Paul, William Kurk, Xavier Breaker und Makaya McCraven aufgenommen.

## Titelliste
- Junius Paul: Ism (International Anthem/K7!/Indigo)[2]

1. You Are Free to Choose 5:24
2. Bowl Hit 3:38
3. View from the Moon 1:40
4. Baker's Dozen 2:58
5. Asé 2:52
6. The One Who Endures 4:17
7. Spocky Chainsey Has Re-Emerged 19:45
8. Georgia 1:46
9. Twelve Eighteen West 4:12
10. Collant Denier 3:19
11. Paris 11:51
12. Tune No. 6 0:45
13. Sprouts 3:19
14. Fred Anderson and a Half 5:47
15. Ma and Dad 5:43
16. Two Minute Warning 3:12
17. Outro 2:01

Die Kompositionen stammen von Junius Paul.

## Rezeption
Das Solodebüt des Chicagoer Bassisten – mit Gästen wie Makaya McCraven, Isaiah Spencer und Tomeka Reid – reiche von Free Jazz über Post-Bop bis hin zu meditativen Tondichtungen, schrieb Andy Beta in Pitchfork Media. ISM sei vor allem ein Dokument der zahlreichen so unterschiedlichen musikalischen Beziehungen, die Junius Paul als Bassist in der Chicagoer Jazz-Szene unterhalte, meinte Frank Sawatzki im Musikexpress. „Ich nenn das jetzt mal: Diversität.“

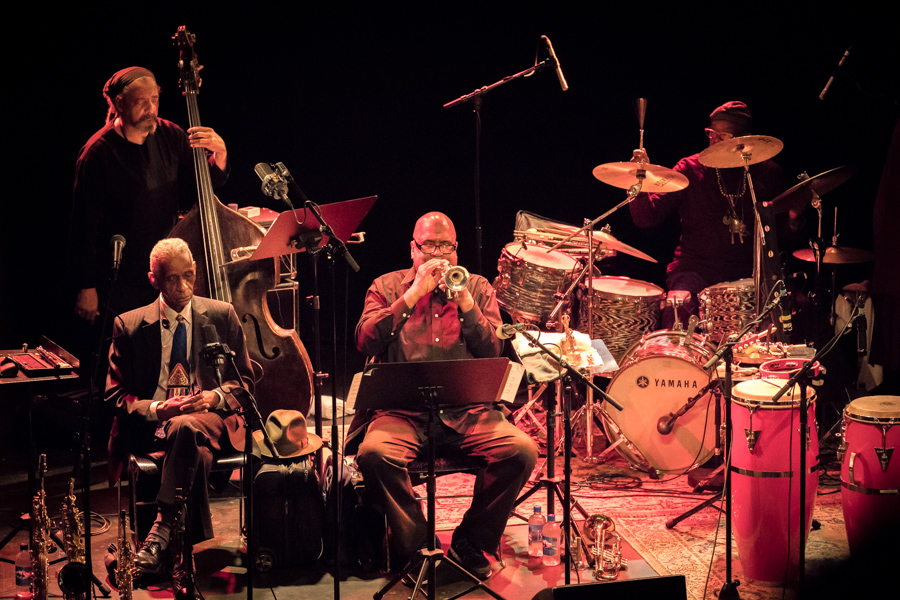
Das Art Ensemble of Chicago beim Kongsberg Jazzfestival 2017, mit Roscoe Mitchell (Saxophon), Hugh Ragin (Trompete), Jaribu Shahid (Bassgitarre) und Don Moye (Schlagzeug).

Das Erstaunliche an dem Album seien all die stilistischen Entscheidungen, die getroffen wurden, oder Techniken, die in dieser Platte berührt werden, meinte Tim Fleskes (Everything Is Noise). Dies sei ein wunderbares Stück modernen Jazz, das im Grunde die gesamte moderne Jazzszene in einer zusammenhängenden Platte umfasse. Ism erscheine wie eine Aufzeichnung, die nicht vollständig erklärt oder verstanden werden muss; es sei vielmehr eine Platte, die genau das bedeute, was alle und jeder für ihre Bedeutung hält, eine Produktion, die so großartig und lebendig ist, bis zu den unglaublich frischen Ideen, die in traditionell klingenden Jazz-Platten präsentiert werden, was aber das Album keinesfalls sei.
Piotr Orlov schrieb im Down Beat, das Debütalbum von Junius Paul sei aus mehreren kreativen Richtungen zusammengenäht. Neben vielen Chicagoer Kollegen erhielt der Bassist seine Ausbildung im Gewächshaus von Fred Andersons Velvet Lounge, wurde zur aktuellen Mitgliedschaft im Art Ensemble of Chicago und spielte Hauptrollen in den Gruppen von Marquis Hill und Makaya McCraven. Jede dieser Truppen trage einen spezifischen und unverwechselbaren Sound, von dem Paul ein integraler Bestandteil sei; und Ism berühre mehrere Generationen von Improvisatoren der Stadt und ihre verschiedenen musikalischen Ansätze. Momente der Intensität werden durchsetzt mit tiefen atmosphärischen Atemzügen – teils spirituell, teils absurd –, die ein musikalisches Muster steppen, das so aktuell ist wie die Stadt, die Paul vertritt. Böig und weitläufig, ist Ism sowohl in seinem Komfort als auch in seinen Überraschungen echt.
Der Titel des Albums sei wohl ein Wortwitz zwischen seinem Namen und dem Musikbegriff, das „is“ in Ism wird auf dem Cover betont, es könnte also so etwas wie „Junius Paul is m(usic)“ heißen oder einfach nur ein Wort, „Juniuspaulism“, hieß es in Horizons in Music. Das Cover fange den Geist des Inhalts ein; der Musiker steht erhöht und blickt in eine Ferne, die der Betrachter nur erahnen kann, und eine begrenzte Farbpalette zeugt eher von der Essenz als von der Form. Sowohl in der Länge als auch im Inhalt mastodontisch, sei Ism das perfekte Jazzalbum zum Ende des Jahrzehnts, das die Freiheit des Ausdrucks betone und nichts weiter, „keine nutzlosen Formalitäten, keine Witze: nur Essenz.“
Nach Ansicht von Nick Smithson präsentiert Junius Paul ein vom Jazz durchdrungenes Album, eine Sammlung tief [in seiner Biografie] verwurzelter Songs, die aus der Seele kommen und Jahrzehnte der Geschichte des Genres mit sich reißen. Es sei experimenteller und freier als strukturiert und geordnet, und die Musik dringe roh und ungefiltert durch. Auch wenn Stücke wie „Baker's Dozen“ und „Paris“ die Monotonie des Chaos vorübergehend aufbrechen würden, sei dies eher Musik eine für hartgesottene Liebhaber von freien bzw. experimentellen Jazz.
Jan Paersch (Jazz thing) sieht Junius Paul in der Tradition des Art Ensemble of Chicago, das immer große Instrumentalisten hervorgebracht und seit 2017 eine neue Generation von Musikern aus der „Windy City“ vorgestellt habe, darunter der Kontrabassist Junius Paul. Dass auf seinem Solodebüt ähnlich scharfe Kost serviert werde, mache bereits am Anfang „Free Form Funk Flight“ unmissverständlich klar. In der Band des gefeierten Makaya McCraven habe Paul dessen hypnotische Cut&Paste-Technik schätzen gelernt und wende sie hier in langen Jamsessions an, bei denen man nie wisse, was eins zu eins aus Konzerten übernommen wurde und was auf Loops beruht. „Ism“ sei ein aufreibendes Werk, das brillante Improvisationen wie das 20-minütige „Spocky“ enthält. Sounds wie die vom Miles Davis der 1970er-Jahre, aber eben auch zeitgemäßem Underground-Jazz.